# Равицький Антон Ігорович
Равицький Антон Ігорович (нар. 1 грудня 1984 у Сумах, Сумської області) — український телеведучий, ведучий ранкового шоу «Ранок у великому місті» на ICTV.

## Життєпис
Народився у місті Суми. У п'ять років разом з батьками переїхав до Одеси. Закінчив одеську Маріїнську гімназію у 2002 році і вступив до Одеського національного університету ім. І. І. Мечникова на факультет політології. Паралельно з навчанням грав у КВК, брав участь у конкурсах художньої самодіяльності. З другого курсу університету працював на телеканалах Одеси як журналіст та телеоператор. Починаючи з 2008 року був ведучим низки інформаційних та розважальних програм. З 2015 року працює на телеканалі ICTV та мешкає у місті Київ.

## Кар'єра
З 2008 року працював як ведучий інформаційних та розважальних програм на телеканалах Одеси.
У 2014 році пройшов кастинг на посаду ведучого ранкового шоу «Ранок у великому місті» і з 2015 року переїхав до міста Київ.

### Телебачення
- 2008—2014 — працює на телеканалах Одеси
- з січня 2015 — ведучий ранкового телешоу «Ранок у великому місті»

## Сім'я
Одружений. Дружина працює у IT галузі. Батько — Ігор Равицький, театральний режисер, Народний артист України. Мати — Ольга Равицька, актриса, Народна артистка України. Старший брат — Роман Равицький, шоумен, актор Молодого театру.

## Цікаві факти
- Розмовляє українською, російською, англійською, польською мовами.